# 經濟財政諮問會議

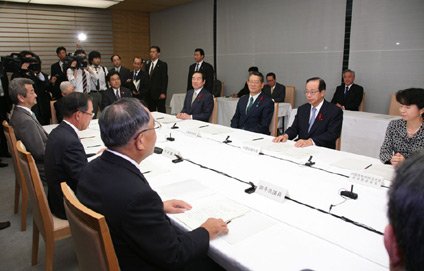
內閣府經濟財政諮問會議（2007年10月4日於總理大臣官邸）

經濟財政諮問會議（日语：／ Keizai Zaisei Shimon Kaigi */?）是，日本內閣府的「重要政策相關會議」之一。受到內閣總理大臣的諮詢，關於有關經濟財政政策的重要事項調查審議。2001年1月中央省廳再編所設置。

## 成員
- 議長
  - 內閣總理大臣
- 副議長
  - 內閣府特命擔當大臣（經濟財政政策）
  - 內閣官房長官
- 議員
  - 財務大臣
  - 總務大臣
  - 經濟產業大臣
  - 有學識有經驗的人 2名
  - 財界人 2名

會議由議長與10人以內議員所組成。依法由內閣總理大臣擔任議長，內閣官房長官、內閣府特命擔當大臣（經濟財政政策擔當）出任議員。其他議員依慣例由「各省大臣中，由內閣總理大臣指定者」之財務大臣、總務大臣、經濟產業大臣，以及「相關機構（國家政機關除外）首長中，由內閣總理大臣任命者」之日本銀行總裁出任。此外，民間專業人士依法需佔議員席次四成以上，目前由財界2名、學界2名組成。民間議員任期2年，可再任。
國務大臣可以臨時議員身分參與議案討論。此外，必要時可請審議會等相關行政機關首長與專業人士提出資料、陳述意見或說明等。過去曾有政府稅制調査會會長與財政制度等審議會會長、規制改革·民間解放推進會議議長等出席會議。

### 歷代內閣成員
內閣總理大臣為議長，無法出席時由內閣府特命擔當大臣（經濟財政政策擔當）擔任議長代理。但未設內閣府特命擔當大臣（經濟財政政策擔當）一職時，由內閣官房長官出任議長代理。
＜下表來源： ＞
| 內閣                                                                                                  | 總理大臣 （議長） | 官房長官 | 經濟財政 擔當大臣 | 總務大臣   | 財務大臣   | 經濟產業大臣 | 日本銀行總裁（日銀總裁）             | 民間專業人士（民間議員）   | 民間專業人士（民間議員） | 期間                           | 備 註 |
| 內閣                                                                                                  | 總理大臣 （議長） | 官房長官 | 經濟財政 擔當大臣 | 總務大臣   | 財務大臣   | 經濟產業大臣 | 日本銀行總裁（日銀總裁）             | 財界                       | 學者                     | 期間                           | 備 註 |
| --- | ----------------- | -------- | ----------------- | ---------- | ---------- | ------------ | ------------------------------------ | -------------------------- | ------------------------ | ------------------------------ | ----- |
| 第2次森內閣                                                                                           | 森喜朗            | 福田康夫 | 額賀福志郎        | 片山虎之助 | 宮澤喜一   | 平沼赳夫     | 速水優                               | 牛尾治朗 奥田碩            | 本間正明 吉川洋          | 2001年1月6日 - 2001年1月23日   | 1     |
| 第2次森內閣                                                                                           | 森喜朗            | 福田康夫 | 麻生太郎          | 片山虎之助 | 宮澤喜一   | 平沼赳夫     | 速水優                               | 牛尾治朗 奥田碩            | 本間正明 吉川洋          | 2001年1月23日 - 2001年4月26日  | 1     |
| 第1次小泉內閣                                                                                         | 小泉純一郎        | 福田康夫 | 竹中平藏          | 片山虎之助 | 鹽川正十郎 | 平沼赳夫     | 速水優                               | 牛尾治朗 奥田碩            | 本間正明 吉川洋          | 2001年4月26日 - 2002年3月25日  | 2     |
| 第1次小泉內閣                                                                                         | 小泉純一郎        | 福田康夫 | 竹中平藏          | 片山虎之助 | 鹽川正十郎 | 平沼赳夫     | 福井俊彥                             | 牛尾治朗 奥田碩            | 本間正明 吉川洋          | 2002年3月25日 - 2003年9月22日  | 2     |
| 第1次小泉內閣                                                                                         | 小泉純一郎        | 福田康夫 | 竹中平藏          | 麻生太郎   | 谷垣禎一   | 中川昭一     | 福井俊彥                             | 牛尾治朗 奥田碩            | 本間正明 吉川洋          | 2003年9月22日 - 2003年11月19日 | 3     |
| 第2次小泉內閣                                                                                         | 小泉純一郎        | 福田康夫 | 竹中平藏          | 麻生太郎   | 谷垣禎一   | 中川昭一     | 福井俊彥                             | 牛尾治朗 奥田碩            | 本間正明 吉川洋          | 2003年11月19日 - 2004年5月7日  | 4     |
| 第2次小泉內閣                                                                                         | 小泉純一郎        | 細田博之 | 竹中平藏          | 麻生太郎   | 谷垣禎一   | 中川昭一     | 福井俊彥                             | 牛尾治朗 奥田碩            | 本間正明 吉川洋          | 2004年5月7日 - 2005年9月21日   | 4     |
| 第3次小泉內閣                                                                                         | 小泉純一郎        | 細田博之 | 竹中平藏          | 麻生太郎   | 谷垣禎一   | 中川昭一     | 福井俊彥                             | 牛尾治朗 奥田碩            | 本間正明 吉川洋          | 2005年9月21日 - 2005年10月31日 |       |
| 第3次小泉內閣                                                                                         | 小泉純一郎        | 安倍晉三 | 與謝野馨          | 竹中平藏   | 谷垣禎一   | 二階俊博     | 福井俊彥                             | 牛尾治朗 奥田碩            | 本間正明 吉川洋          | 2005年10月31日 - 2006年9月26日 | 5     |
| 第1次安倍內閣                                                                                         | 安倍晉三          | 鹽崎恭久 | 大田弘子          | 菅義偉     | 尾身幸次   | 甘利明       | 福井俊彥                             | 御手洗富士夫 丹羽宇一郎    | 伊藤隆敏 八代尚宏        | 2006年9月26日 - 2007年8月27日  |       |
| 第1次安倍內閣                                                                                         | 安倍晉三          | 與謝野馨 | 大田弘子          | 増田寛也   | 額賀福志郎 | 甘利明       | 福井俊彥                             | 御手洗富士夫 丹羽宇一郎    | 伊藤隆敏 八代尚宏        | 2007年8月27日 - 2007年9月25日  | 6     |
| 福田康夫內閣                                                                                          | 福田康夫          | 町村信孝 | 大田弘子          | 増田寛也   | 額賀福志郎 | 甘利明       | 福井俊彥                             | 御手洗富士夫 丹羽宇一郎    | 伊藤隆敏 八代尚宏        | 2007年9月26日 - 2008年3月19日  | 7     |
| 福田康夫內閣                                                                                          | 福田康夫          | 町村信孝 | 大田弘子          | 増田寛也   | 額賀福志郎 | 甘利明       | 總裁空席                             | 御手洗富士夫 丹羽宇一郎    | 伊藤隆敏 八代尚宏        | 2008年3月20日 - 2008年3月31日  | 8     |
| 福田康夫內閣                                                                                          | 福田康夫          | 町村信孝 | 大田弘子          | 増田寛也   | 額賀福志郎 | 甘利明       | 白川方明（日銀副總裁・日銀總裁代行） | 御手洗富士夫 丹羽宇一郎    | 伊藤隆敏 八代尚宏        | 2008年4月1日 - 2008年4月9日    | 8     |
| 福田康夫內閣                                                                                          | 福田康夫          | 町村信孝 | 大田弘子          | 増田寛也   | 額賀福志郎 | 甘利明       | 總裁空席                             | 御手洗富士夫 丹羽宇一郎    | 伊藤隆敏 八代尚宏        | 2008年4月9日 - 2008年4月15日   | 8     |
| 福田康夫內閣                                                                                          | 福田康夫          | 町村信孝 | 大田弘子          | 増田寛也   | 額賀福志郎 | 甘利明       | 白川方明                             | 御手洗富士夫 丹羽宇一郎    | 伊藤隆敏 八代尚宏        | 2008年4月15日 - 2008年8月2日   | 8     |
| 福田康夫內閣                                                                                          | 福田康夫          | 町村信孝 | 與謝野馨          | 増田寛也   | 伊吹文明   | 二階俊博     | 白川方明                             | 御手洗富士夫 丹羽宇一郎    | 伊藤隆敏 八代尚宏        | 2008年8月2日 - 2008年9月24日   | 9     |
| 麻生内閣                                                                                              | 麻生太郎          | 河村建夫 | 與謝野馨          | 鳩山邦夫   | 中川昭一   | 二階俊博     | 白川方明                             | 張富士夫 三村明夫          | 吉川洋 岩田一政          | 2008年9月24日 - 2009年2月17日  |       |
| 麻生内閣                                                                                              | 麻生太郎          | 河村建夫 | 與謝野馨          | 鳩山邦夫   | 與謝野馨   | 二階俊博     | 白川方明                             | 張富士夫 三村明夫          | 吉川洋 岩田一政          | 2009年2月17日 - 2009年6月12日  | 10    |
| 麻生内閣                                                                                              | 麻生太郎          | 河村建夫 | 與謝野馨          | 佐藤勉     | 與謝野馨   | 二階俊博     | 白川方明                             | 張富士夫 三村明夫          | 吉川洋 岩田一政          | 2009年6月12日 - 2009年7月2日   | 11    |
| 麻生内閣                                                                                              | 麻生太郎          | 河村建夫 | 林芳正            | 佐藤勉     | 與謝野馨   | 二階俊博     | 白川方明                             | 張富士夫 三村明夫          | 吉川洋 岩田一政          | 2009年7月2日 - 2009年9月16日   | 12    |
| 麻生内閣總辭至第2次安倍內閣成立期間，鳩山由紀夫內閣、菅直人內閣、野田內閣改設國家戰略室，實質活動停止 |                   |          |                   |            |            |              |                                      |                            |                          |                                |       |
| 第2次安倍內閣 第3次安倍內閣 第4次安倍內閣                                                             | 安倍晋三          | 菅義偉   | 甘利明            | 新藤義孝   | 麻生太郎   | 茂木敏充     | 白川方明                             | 小林喜光 佐佐木則夫        | 伊藤元重 高橋進          | 2013年1月9日 - 2013年3月19日   | 13    |
| 第2次安倍內閣 第3次安倍內閣 第4次安倍內閣                                                             | 安倍晋三          | 菅義偉   | 甘利明            | 新藤義孝   | 麻生太郎   | 茂木敏充     | 黑田東彥                             | 小林喜光 佐佐木則夫        | 伊藤元重 高橋進          | 2013年3月20日 - 2014年9月3日   | 14    |
| 第2次安倍內閣 第3次安倍內閣 第4次安倍內閣                                                             | 安倍晋三          | 菅義偉   | 甘利明            | 高市早苗   | 麻生太郎   | 小淵優子     | 黑田東彥                             | 小林喜光 佐佐木則夫        | 伊藤元重 高橋進          | 2014年9月3日 - 2014年9月16日   |       |
| 第2次安倍內閣 第3次安倍內閣 第4次安倍內閣                                                             | 安倍晋三          | 菅義偉   | 甘利明            | 高市早苗   | 麻生太郎   | 小淵優子     | 黑田東彥                             | 榊原定征 新浪剛史          | 伊藤元重 高橋進          | 2014年9月16日 - 2014年10月20日 |       |
| 第2次安倍內閣 第3次安倍內閣 第4次安倍內閣                                                             | 安倍晋三          | 菅義偉   | 甘利明            | 高市早苗   | 麻生太郎   | 宮澤洋一     | 黑田東彥                             | 榊原定征 新浪剛史          | 伊藤元重 高橋進          | 2014年10月21日 - 2015年10月7日 | 15    |
| 第2次安倍內閣 第3次安倍內閣 第4次安倍內閣                                                             | 安倍晋三          | 菅義偉   | 甘利明            | 高市早苗   | 麻生太郎   | 林幹雄       | 黑田東彥                             | 榊原定征 新浪剛史          | 伊藤元重 高橋進          | 2015年10月7日 — 2016年1月28日  | 16    |
| 第2次安倍內閣 第3次安倍內閣 第4次安倍內閣                                                             | 安倍晋三          | 菅義偉   | 石原伸晃          | 高市早苗   | 麻生太郎   | 林幹雄       | 黑田東彥                             | 榊原定征 新浪剛史          | 伊藤元重 高橋進          | 2016年1月28日 - 2016年8月3日   | 17    |
| 第2次安倍內閣 第3次安倍內閣 第4次安倍內閣                                                             | 安倍晋三          | 菅義偉   | 石原伸晃          | 高市早苗   | 麻生太郎   | 世耕弘成     | 黑田東彥                             | 榊原定征 新浪剛史          | 伊藤元重 高橋進          | 2016年8月3日 - 2017年8月3日    | 18    |
| 第2次安倍內閣 第3次安倍內閣 第4次安倍內閣                                                             | 安倍晋三          | 菅義偉   | 茂木敏充          | 野田聖子   | 麻生太郎   | 世耕弘成     | 黑田東彥                             | 榊原定征 新浪剛史          | 伊藤元重 高橋進          | 2017年8月3日 - 2018年10月2日   | 19    |
| 第2次安倍內閣 第3次安倍內閣 第4次安倍內閣                                                             | 安倍晋三          | 菅義偉   | 茂木敏充          | 石田真敏   | 麻生太郎   | 世耕弘成     | 黑田東彥                             | 中西宏明 新浪剛史          | 伊藤元重 高橋進          | 2018年10月2日 - 2019年1月8日   | 20    |
| 第2次安倍內閣 第3次安倍內閣 第4次安倍內閣                                                             | 安倍晋三          | 菅義偉   | 茂木敏充          | 石田真敏   | 麻生太郎   | 世耕弘成     | 黑田東彥                             | 中西宏明 新浪剛史          | [ a ]                    | 2019年1月9日 - 2019年1月17日   |       |
| 第2次安倍內閣 第3次安倍內閣 第4次安倍內閣                                                             | 安倍晋三          | 菅義偉   | 茂木敏充          | 石田真敏   | 麻生太郎   | 世耕弘成     | 黑田東彥                             | 中西宏明 新浪剛史          | 竹森俊平 柳川範之        | 2019年1月18日 - 2019年9月11日  |       |
| 第2次安倍內閣 第3次安倍內閣 第4次安倍內閣                                                             | 安倍晋三          | 菅義偉   | 西村康稔          | 高市早苗   | 麻生太郎   | 菅原一秀     | 黑田東彥                             | 中西宏明 新浪剛史          | 竹森俊平 柳川範之        | 2019年9月11日 - 2019年10月25日 | 21    |
| 第2次安倍內閣 第3次安倍內閣 第4次安倍內閣                                                             | 安倍晋三          | 菅義偉   | 西村康稔          | 高市早苗   | 麻生太郎   | 梶山弘志     | 黑田東彥                             | 中西宏明 新浪剛史          | 竹森俊平 柳川範之        | 2019年10月25日 - 2020年9月16日 | 22    |
| 菅內閣                                                                                                | 菅義偉            | 加藤勝信 | 西村康稔          | 武田良太   | 麻生太郎   | 梶山弘志     | 黑田東彥                             | 中西宏明 新浪剛史          | 竹森俊平 柳川範之        | 2020年9月16日 - 2021年6月1日   |       |
| 菅內閣                                                                                                | 菅義偉            | 加藤勝信 | 西村康稔          | 武田良太   | 麻生太郎   | 梶山弘志     | 黑田東彥                             | 十倉雅和 新浪剛史          | 竹森俊平 柳川範之        | 2021年6月1日 - 2021年10月4日   |       |
| 第1次岸田內閣 第2次岸田內閣                                                                           | 岸田文雄          | 松野博一 | 山際大志郎        | 金子恭之   | 鈴木俊一   | 萩生田光一   | 黑田東彥                             | 十倉雅和 新浪剛史          | 竹森俊平 柳川範之        | 2021年10月4日 - 2021年11月9日  |       |
| 第1次岸田內閣 第2次岸田內閣                                                                           | 岸田文雄          | 松野博一 | 山際大志郎        | 金子恭之   | 鈴木俊一   | 萩生田光一   | 黑田東彥                             | 十倉雅和 中空麻奈 新浪剛史 | 柳川範之                 | 2021年11月9日 - 2022年8月10日  | 23    |
| 第1次岸田內閣 第2次岸田內閣                                                                           | 岸田文雄          | 松野博一 | 山際大志郎        | 寺田稔     | 鈴木俊一   | 西村康稔     | 黑田東彥                             | 十倉雅和 中空麻奈 新浪剛史 | 柳川範之                 | 2022年8月10日 - 2022年10月24日 | 24    |
| 第1次岸田內閣 第2次岸田內閣                                                                           | 岸田文雄          | 松野博一 | 後藤茂之          | 寺田稔     | 鈴木俊一   | 西村康稔     | 黑田東彥                             | 十倉雅和 中空麻奈 新浪剛史 | 柳川範之                 | 2022年10月25日 - 現在          | 25    |

備註：
1. 額賀因KSD事件引咎辭職後由麻生接任。
2. 速水任期（5年）結束後由福井接任。
3. 第1次小泉內閣第2次改造內閣成立。
4. 時任官房長官福田因未繳國民年金保險費而辭職，由細田接任。
5. 第3次小泉改造內閣成立。
6. 第1次安倍改造內閣成立。
7. 福井日銀總裁任期結束卸任。
8. 國會否決日銀總裁人事案，由白川副總裁出任，之後接任總裁。
9. 福田康夫內閣改造內閣成立。
10. 中川辭職。與謝野兼任大臣成為10人體制。
11. 鳩山辭職。
12. 林出任。與謝野不再兼任，回到11人體制。
13. 第2次安倍改造内閣成立。
14. 白川任期結束前提前辭職，由黑田接任。
15. 小淵辭職，由宮澤接替。
16. 第3次安倍第1次改造内閣成立。
17. 甘利辭職，由石原接替。
18. 第3次安倍第2次改造内閣成立。
19. 第3次安倍第3次改造内閣成立。
20. 第4次安倍第1次改造内閣成立。
21. 第4次安倍第2次改造内閣成立。
22. 梶菅原辭職，由梶山接替。
23. 岸田文雄内閣成立，任命民間專業人士議員[2][3]。
24. 第2次岸田改造内閣成立。
25. 山際辭職，由後藤接替。

## 歷史
- 2001年1月6日，內閣府設置經濟財政諮問會議。
- 2009年9月，進入民主黨政權，國家戰略室設置，經濟財政諮問會議是停機。
- 2012年12月26日，在第2次安倍內閣復活[4][5]。

## 腳註
1. ↑  2019年1月9日 - 2019年1月17日為中西、新浪議員等民間議員不在期間。可參照內閣府官網「過去議員」PDF檔案。

### 資料來源
1. ↑   (PDF). 内閣府.   [2021-11-20]. （原始内容存档 (PDF)于2023-06-21）.
2. ↑  岸田文雄内閣発足に伴う有識者議員4人について告知されていたもの -  (PDF). 内閣府. 2021-11-02  [2021-11-05]. （原始内容存档 (PDF)于2023-01-22）. 新たに就任される方（中空麻奈）については……近日中に正式に諮問会議議員として任命する予定です
3. ↑   (PDF). 内閣府. 2021-11-09  [2021-11-20]. （原始内容存档 (PDF)于2021-11-20）.
4. ↑  経済財政諮問会議、現役社長2人を起用へYOMIURI ONLINE
5. ↑  首相官邸 基本方針 （页面存档备份，存于） 平成24年12月26日